# Santa Vittoria d'Alba
Santa Vittoria d'Alba là một đô thị tại tỉnh Cuneo trong vùng Piedmont của Italia, vị trí cách khoảng 45 km về phía đông nam của Torino và khoảng 45 km về phía đông bắc của Cuneo. Tại thời điểm ngày 31 tháng 12 năm 2004, đô thị này có dân số 2.591 người và diện tích 10,1 km².
Santa Vittoria d'Alba giáp các đô thị: Bra, Monticello d'Alba, Pocapaglia, Roddi và Verduno.